# Zanclistius elevatus
Zanclistius elevatus is een straalvinnige vissensoort uit de familie van harnashoofdvissen (Pentacerotidae). De wetenschappelijke naam van de soort werd voor het eerst geldig gepubliceerd in 1888 door Ramsay & Ogilby.